# Mokolo
Mokolo este un oraș din departamentul Mayo-Tsanaga, Camerun.